# 라 팔로마
《라 팔로마》(스페인어: La paloma)은 1995년 방영된 멕시코의 텔레노벨라이다.